# Maison de la Du Barry
La maison de la Du Barry, ou hôtel de la Du Barry, est un monument situé dans le centre de Bayeux, en France.

## Localisation
Le bâtiment est situé dans le département français du Calvados, dans le centre-ville de Bayeux,  39 et 41 de la rue Larcher, face au chevet de la cathédrale.

## Historique
D'époque Louis XV, cette maison aurait hébergé la comtesse du Barry.

## Architecture
Le monument est inscrit au titre des monuments historiques depuis le 2 juillet 1927.